# Кожишек, Душан
Душан Кожишек (чеш. Dušan Kožíšek; род. 25 апреля 1983, Йилемнице, Восточночешский край) — чешский лыжник, призёр чемпионатов мира. Специалист спринтерских гонок.

## Карьера
В Кубке мира Кожишек дебютировал в 2003 году, в ноябре 2005 года впервые попал в десятку лучших на этапе Кубка мира. Всего на сегодняшний день имеет на своём счёту 9 попаданий в десятку лучших на этапах Кубка мира, 4 в личных соревнованиях и 5 в командных. Лучшим достижением Кожишека в общем итоговом зачёте Кубка мира является 58-е место в сезоне 2007—2008 годов.
На Олимпиаде-2006 в Турине стартовал в двух гонках: спринт — 22-е место, командный спринт — 10-е место.
На Олимпиаде-2010 в Ванкувере показал следующие результаты: спринт — 35-е место, командный спринт — 6-е место.
За свою карьеру принимал участие в двух чемпионатах мира, на которых завоевал две бронзовые награды, обе в командном спринте.
Использует лыжи производства фирмы Fischer, ботинки и крепления Salomon.